# Halo. Падение Предела
Halo: The Fall of Reach (рус. Halo: Падение Предела) — роман Эрика Ниланда, действие которого разворачивается во вселенной Halo. Роман является приквелом к видеоигре Halo: Combat Evolved. Книга раскрывает создание суперсолдат проекта SPARTAN-II (Спартанец-II). Сюжет сосредоточен на главном герое игр Halo — Джоне-117, также известном как Мастер Чиф.

## Сюжет
Изобретение сверхсветового двигателя Шау-Фудзикава в 2291 году позволило человечеству освоить более 800 миров в Рукаве Ориона (от хорошо защищённых планетарных цитаделей до небольших поселений на окраине) за период 200 лет. Внутренние Колонии стали политическим и экономическим центром Военно-Колониальной Администрации Объединённых Наций (англ. United Nations Colonial Military Administration), хотя они зависели от ресурсов и сырья добываемых на более независимых Внешних Колониях. Во время этого периода планета Предел (англ. Reach) на орбите звезды Эпсилон Эридана (звёздной системы недалеко от Земли) стала основной верфью и тренировочной академией Космического Командования Объединённых Наций (англ. United Nations Space Command). На Пределе было создано множество боевых и колониальных кораблей. На планете также был расположен тренировочный полигон для тайных операций. В 2513 году, большинство планет Внешних Колоний под надзором ККОН были на грани революции, так как они считали что центральному правительству наплевать на их жизни. Поняв, что нужно принять какие-то меры перед тем, как начнётся гражданская война, Третий отдел Военно-Космической Разведки (англ. Office of Naval Intelligence) принял решение инициировать проект SPARTAN-II от 23 сентября 2517 года чтобы бороться с этой угрозой. Цель проекта состояла в создании высокоэффективной, хирургически улучшенной команды солдат для уменьшения политического напряжения путём подавления повстанческих группировок.
Книга начинается путешествием доктора Кэтрин Элизабет Халси (англ. Catherine Elizabeth Halsey) и лейтенанта Джекоба Кейса (англ. Jacob Keyes) на колонию Эридан II 17 августа 2517 года. Там они встретились с Джоном, шестилетним мальчиком, которого они впоследствии выкрали для проекта SPARTAN-II. Всего было «завербовано» 75 детей с особыми генетическими характеристиками, обнаруженных доктором Халси. Оперативники ВКР похитили детей и заменили их флэш-клонами, которые все умерли через несколько месяцев от проблем с метаболизмом. Родители считали своих детей погибшими, благодаря чему проект успешно прошёл первую фазу.
История продолжается описанием жизни и тренировки Джона-117 (фамилии детей были отобраны, вместо них был дан порядковый номер; изначальных кандидатов было 150, из которых отобрали 75). Ответственным за тренировку детей был назначен главный старшина Франклин Мендез. Джон вырос из молодого парня в уважаемого всеми командира спартанцев. Когда спартанцам исполнилось 14 лет (год 2525), Джон-117 и другие прошли биогенетические, кибернетические, психологические, и нейрологические улучшения которые превратили их в смертоносных суперсолдат. Но из 75 детей, только 33 выжили в ходе операции и получили полный эффект от улучшений. Тридцать спартанцев погибло во время и после процедуры, а 12 стали калеками (хотя всё ещё могли служить в других отделах ВКР). Проект «МЬОЛЬНИР» — сверх-современный экзоскелет специально разработанный для улучшенных спартанцев — был представлен Джону-117 на планете Хи Кита IV 27 ноября 2525 года. 4-е поколение этой брони ещё больше улучшила боеспособность этих солдат. Джон-117 получил звание главного старшины. После этого его стали просто звать Мастер-Чиф.
После этого читателю представляются ковенанты и их первые атаки на Внешние Колонии. 23 февраля 2525 года, Военно-Колониальная Администрация ККОН потеряла связь с планетой Урожай (англ. Harvest) после того как колония сообщила о появлении в системе неизвестного объекта. ККОН послало разведывательный корабль «Арго» чтобы разузнать обстановку, но после первого сообщения о прибытии в систему Урожая сообщений от него не поступило. В то же время, 12 сентября 2525 года, спартанцы получили своё первое официальное задание — внедрение на базу колониальных повстанцев в системе Эридан и захват лидера повстанцев, полковника Роберта Ваттса. Задание было выполнено успешно. 7 октября 2525 года, небольшой флот кораблей ККОН, состоящий из эсминца «Геракл» под командованием капитана Вереди и фрегатов «Арабия» и «Восток», вошёл в систему Урожая и обнаружил что вся поверхность планеты была расплавлена в стекло плазменной бомбардировкой с орбиты. Единственный чужой корабль был обнаружен на орбите Урожая, который тут же напал на флот, уничтожив фрегаты и сильно повредив «Геракл». В конце боя корабль чужих послал сообщение по-английски — «Ваше уничтожение — воля Богов… и мы — их инструмент». 1 ноября 2525 года, вице-адмирал Престон Коул мобилизовал самый большой флот в истории человечества чтобы отбить Урожай от ковенантов. После того как новость об атаке на Урожай достигла планеты Предел, старшина Мендез по приказу оставил своих бывших учеников и начал тренировать следующую группу спартанцев. 27 ноября 2525 года на орбите Хи Кита IV спартанцы в прототипах МЬОЛЬНИР-а уничтожили корабль ковенантов изнутри ядерной боеголовкой; при этом погиб один из членов команды, чья броня была повреждена плазменным выстрелом. После этого инцидента командование Третьего отдела приняло решение о том что статус спартанцев в базе данных никогда не будет иметь значение «убит»; вместо этого все погибшие спартанцы считались «пропавшими без вести». Это было сделано для того, чтобы поддерживать моральный дух остальной армии, которые считали спартанцев неуязвимыми. В то же время проект «SPARTAN-II» был рассекречен в тех же целях.
Через шесть лет, в 2531 году, флот вице-адмирала Коула атаковал и уничтожил ковенантов на орбите Урожая (потеряв при этом две трети своего флота). Вернувшись на Землю, теперь уже адмирал Коул узнал, что большинство Внешних Колоний были уничтожены ковенантами. Коул начал перемещать свой флот по колониям, пытаясь перехватить силы ковенантов. Начались ожесточённые наземные и космические битвы по всем Внешним Колониям. За четыре года войны силы Коула были сильно исчерпаны ковенантами, несмотря на его превосходное лидерство и тактический гений. Армия ККОН не имела достаточной огневой мощи чтобы наравне противостоять ковенантам. При боях в космосе, потери ковенантов обычно составляли одну четверть от потерь людей. В 2535 году все Внешние Колонии были уничтожены врагом. Командование флота издало постановление, ставшее известным как Протокол Коула. Он гласил, что все человеческие корабли обязаны во что бы то ни стало убедится в том чтобы ковенанты не установили координаты Земли. Уходя с поля боя, корабли обязаны были прыгать в пространство скольжения в другом направлении от Земли и других важных колоний. Если такой прыжок не был возможен, капитан был обязан самоуничтожить корабль при возможном его захвате ковенантами. Также системы ИИ не могли попасть в руки чужих, поэтому протокол требовал спасение либо уничтожение ИИ при особой необходимости.
Спартанцы были распределены по всему фронту для борьбы с врагом, но всё равно более продвинутые ковенанты продолжали уничтожать человеческие колонии одну за другой. Начиная с 2536 года, силы ковенантов атаковали Внутренние Колонии.
17 июля 2552 года, мичман Уильям Ловелл на сканирующей заставе «Архимед» обнаружил флот ковенантов в системе Сигма Октана. Коммандеру Джекобу Кейсу на борту эсминца «Ирокез» пришлось драться с четырьмя средними кораблями ковенантов (два фрегата, один эсминец, и один носитель); он смог уничтожить три из них используя тактический приём позже названный «Петлёй Кейса». Выживший носитель вышел на орбиту Сигмы Октана IV и высадил десант который захватил столицу колонии, город Лазурный Берег. Сразу после этой битвы Кейс был удостоен звания капитан по личному приказу адмирала Стэнфорда. Спартанцы вместе с пехотой ККОН попытались отбить город от наземных сил ковенантов, но им пришлось его уничтожить ядерным зарядом. Взрыв уничтожил почти весь десант ковенантов. В это время, более сорока кораблей ККОН вступили в бой с двадцатью кораблями ковенантов. В ходе битвы «Ирокез» уничтожил корабль, принимающий передачу с поверхности планеты. Сразу после этого уцелевшие корабли ковенантов покинули систему. «Ирокез» вернулся на Предел, но никто не заметил небольшой зонд ковенантов на внешней обшивке корабля.
27 августа 2552 года, капитан Кейс был переведён на модифицированный крейсер «Столп Осени» для тайного задания. Во время битвы в Лазурном Берегу, солдаты обнаружили таблицу с неизвестными иероглифами на ней. Доктор Халси и её электронная копия, ИИ Кортана извлекли из них координаты для прыжка. Все спартанцы были отозваны на Предел для нового задания — захвата корабля ковенантов, путешествие в родной мир чужих, и захват их лидеров. Джон-117 также получил нейронное улучшение и новую версию МЬОЛЬНИР-а, которая включала в себя генератор энергощита, созданный на базе щитов ковенантов. Нейронное улучшение позволяло ИИ быть помещённым в броню спартанца и оказывать ему всю посильную помощь. Пройдя успешное испытание, цель которого заключалась в координации действий с ИИ, Джон-117 и другие спартанцы начали готовиться к выполнению миссии.
30 августа 2552 года, огромный флот ковенантов, используя зонд, прикреплённый к «Ирокезу», вышел из пространства скольжения вблизи планеты и атаковал силы ККОН. Спартанцы были разделены на две команды: Синяя и Красная. Джон-117 и другие члены Синей команды (Линда и Джеймс) были посланы уничтожить навигационную систему одного из кораблей, чтобы та не попала в руки ковенантов. В ходе миссии Джеймс был убит, а Линда получила сильные ранения и впала в кому. Вместе с Джоном она попала на «Столп Осени» перед тем как корабль прыгнул с поля боя. Линда была помещена в анабиоз (где она и оставалась во время первой игры). О Красной команде, которая была послана на поверхность, ничего не было известно, но ковенанты остекленили колонию с орбиты плазменными торпедами, оставив лишь малый кусок поверхности для поиска артефакта Предтечей. Падение Предела стало монументальным случаем в истории человечества, поскольку Предел считался неприступной цитаделью ККОН.
Роман заканчивается началом первой игры. Хотя прыжок корабля должен был быть случайным, Кортана использовала координаты, полученные из таинственного артефакта, что и привело Мастер Чифа к Ореолу.

## Экранизация
В 2015 году по мотивам книги вышел двухсерийный анимационный фильм «Halo: Fall of the Reach — Animated Series». Фильм посвящён юности Джона-117 и его сослуживцев по программе «Орион», а также первым годам войны с Ковенантом.